# Kepler-16b
Kepler-16b es el primer exoplaneta descubierto que orbita alrededor de una estrella binaria, Kepler-16, sistema estelar formado por una enana naranja y una enana roja.  Está ubicado a 200 años luz de distancia y tiene aproximadamente el tamaño de Saturno. La temperatura de la superficie del planeta estimada por los científicos de la NASA es de -73° a -101° grados celcius debido a que sus dos soles son más pequeños y menos intensos en comparación al nuestro.
Aunque ya antes se habían observado planetas que se creía que eran circumbinarios, el descubrimiento de Kepler-16b por la Misión Kepler se convirtió en el primer caso confirmado cuando se observó al planeta pasar delante de sus dos estrellas.